# رودولفو کارواخال
رودولفو کارواخال (اسپانیایی: Rodolfo Carvajal‎؛ زادهٔ ۸ فوریهٔ ۱۹۵۲) بازیکن فوتبال اهل ونزوئلا بود.
وی همچنین در تیم ملی فوتبال ونزوئلا بازی کرده‌است.